# 松村未央
松村 未央（まつむら みお、1986年6月29日 - ）は、フジテレビアナウンサー。

## 来歴・人物
神奈川県横浜市出身。小学校4年から中学校1年まで3年半の間アメリカ合衆国・テキサス州ダラスに在住。このテキサス在住時の日本人学校では狩野恵里（現・テレビ東京アナウンサー）と同級生であったという。
日本へ帰朝した後は慶應義塾湘南藤沢高等部、慶應義塾大学法学部政治学科卒業後、同大メディアコミュニケーション研究所を修了し、2009年4月1日、フジテレビ入社。
中学生時よりテニス部に所属し、大学生時はテニスサークル「ALEKS」で4年時にチームキャプテン を務めた。水泳、バレエ、フィギュアスケート、器械体操、バスケットボールなども嗜み、Y字開脚が可能なほどに身体が柔軟である。
大学時代にアルバイトとして、日本テレビイベントコンパニオンやテロップ入力作業などに携わった。TOEIC940点、実用英語技能検定準1級など英語に堪能で、ハリウッドスターや外国人スポーツ選手などへ通訳を介さずに直接取材し、映画観賞、本、雑誌、新聞記事などでも多く英語に接することを心掛けている。
2017年6月30日、かねてより交際していたお笑い芸人の陣内智則と結婚。陣内とは、2012年に友達が働いている恵比寿の飲食店に行ったときに、偶然出会ったのが馴れ初め。
2018年6月14日、第1子妊娠を報告。同年9月より産前産後休業入り。同年10月31日、第1子女児を出産。2020年8月13日、復職を報告。

## 職務経歴

### 2009年
- 6月24日 -『はねるのトびら』の企画「虻川先輩の呼び出し」に同期入社の山中章子、福井慶仁、立本信吾とともに出演して地上波で初鳴きし、「マツパン」の異名を虻川美穂子から名付けられた。
- 7月12日 - 『L!VE MAJOR LEAGUE BASEBALL2009』セントルイス・カージナルスVSシカゴ・カブスで初めて原稿読みする。
- 7月13日 - 同期4人で執筆のアナウンサーブログ「なまむぎなまごめアナたまご」を開設。
- 7月20日 -『FNNスーパーニュース』の中央自動車道上り小仏トンネル付近（東京方面、神奈川県相模原市緑区上空）のヘリコプターからのリポートでニュースデビュー。なお、7月24日のtsumecom紹介や8月21日のあみプレミアム・アウトレット、9月8日の芸能文化部前半部分、9月11日のシルバーウィーク特集で稲城市金梨園取材、9月21日の静岡県牧之原市東名高速道路上り線のネオプラン・スカイライナー出火現場、9月22日の（9月8日続報）東京湾岸警察署前、9月25日のトップニュース（鈴虫や落花生）、9月28日のユニクロのルーツ探りにもリポート出演している。
- 7月25日 - 『FNSの日26時間テレビ2009 超笑顔パレード!!〜爆笑!お台場合宿!!〜』のグランドフィナーレで、新人恒例の「提供読み」[16]。
- 8月25日 -『BSフジNEWS』でニュースキャスターデビュー。
- 9月5日 - アニメ『ジャングル大帝』で、ネオジャングルを支配する人間の女性オペレーター役で声優デビュー[17]、人間が暮らす館内アナウンスを行った。
- 10月1日 -『めざにゅ〜』の天気予報キャスター（木・金）として本格的なレギュラー出演を開始。
- 10月4日 -「はちたまハッピーライフライブ Vol.3」でイベント初司会。
- 10月12日 - 1年先輩の加藤綾子が3月19日まで担当していた『カトパン』を引き継ぎ、深夜トーク番組『ミオパン』開始[18]。

### 2010年
- 1月12日 -『草彅剛の女子アナ2010〜人気芸人が女子アナを丸ハダカSP〜』にて、「女子アナ歌がうまい選手権」でaikoの「ボーイフレンド」を歌い出場者21名中最下位となった。同年7月13日放送の同番組では「花火」を歌い出場者20名中19位。

### 2011年
- 1月2日 - 新春スペシャルドラマ『サザエさん3』で女優デビュー（巫女役）。
- 1月13日 -「草彅剛の女子アナ★2011 人気芸人がメッタ斬りSP!!」にて、カラオケランキングで最下位となる。
- 9月4日 - 男子プロゴルフトーナメント『フジサンケイクラシック』で優勝者表彰のアシスタントを務めた[19]。
- 9月30日 - この日を持って『めざにゅ～』レギュラー（情報キャスター）を卒業。

### 2012年
- 3月25日 - 『アナ★バン!』内のコーナー「女子アナ腕相撲トーナメント決定戦」で優勝。
- 9月29日 - この日を以て『新・週刊フジテレビ批評』のキャスターを降板。後継者は同期のもう一人の女子アナである山中章子となり、同期同士での世代交代となった。
- 10月1日 - この日より『FNNスーパーニュース』（月 - 水）のコーナーリポーターとして登板。

### 2013年
- 10月30日 -『ソチオリンピック』で現地中継キャスターに起用されることが発表された[20]。

### 2014年
- 2月7日 - 2月23日まで『ソチオリンピック』でフジネットワーク現地中継キャスター兼リポーターを担当。
- 9月26日 - この日をもって『FNNスーパーニュース』のコーナーリポーターを降板。
- 10月4日より『FNNスーパーニュースWEEKEND』のサブキャスターに登板する。
- 11月15日より西尾由佳理の代役として『世界HOTジャーナル』に出演。

## 出演番組
レギュラー出演番組・キャスター名
| 期間                   | 期間      | 月曜日                                 | 火曜日                                                           | 水曜日                                                           | 木曜日                                 | 金曜日                                                | 土曜日                                                           | 日曜日                                                    |
| ---------------------- | --------- | -------------------------------------- | ---------------------------------------------------------------- | ---------------------------------------------------------------- | -------------------------------------- | ----------------------------------------------------- | ---------------------------------------------------------------- | --------------------------------------------------------- |
| 2009.10                | 2009.10   | （なし）                               | （なし）                                                         | （なし）                                                         | めざにゅ〜 お天気キャスター            | めざにゅ〜 お天気キャスター                           | （なし）                                                         | （なし）                                                  |
| 2009.11                | 2010.3    | （なし）                               | すぽると! コーナー担当（隔週）                                   | （なし）                                                         | めざにゅ〜 お天気キャスター            | めざにゅ〜 お天気キャスター                           | （なし）                                                         | （なし）                                                  |
| 2010.4                 | 2010.9    | （なし）                               | すぽると! コーナー担当                                           | （なし）                                                         | めざにゅ〜 お天気キャスター            | めざにゅ〜 お天気キャスター                           | （なし）                                                         | （なし）                                                  |
| 2010.10                | 2011.3    | （なし）                               | すぽると! コーナー担当                                           | （なし）                                                         | めざにゅ〜 情報キャスター              | めざにゅ〜 情報キャスター                             | （なし）                                                         | （なし）                                                  |
| 2011.4                 | 2011.9    | （なし）                               | （なし）                                                         | （なし）                                                         | めざにゅ〜 情報キャスター              | めざにゅ〜 情報キャスター                             | （なし）                                                         | すぽると! メーンキャスター                                |
| 2011.10                | 2012.3    | （なし）                               | （なし）                                                         | BSフジLIVE プライムニュース グローバルニュースキャスター         | （なし）                               | （なし）                                              | （なし）                                                         | すぽると! メーンキャスター                                |
| 2012.4                 | 2012.9    | （なし）                               | ノンストップ! プレゼンター                                       | ノンストップ! プレゼンター                                       | （なし）                               | すぽると! メーンキャスター                            | （なし）                                                         | （なし）                                                  |
| 2012.10                | 2013.3    | FNNスーパーニュース スポーツキャスター | FNNスーパーニュース スポーツキャスターノンストップ! プレゼンター | FNNスーパーニュース スポーツキャスターノンストップ! プレゼンター | （なし）                               | すぽると! メーンキャスター                            | （なし）                                                         | （なし）                                                  |
| 2013.4                 | 2014.9    | FNNスーパーニュース スポーツキャスター | FNNスーパーニュース スポーツキャスター                           | FNNスーパーニュース スポーツキャスター                           | FNNスーパーニュース スポーツキャスター | FNNスーパーニュース スポーツキャスター                | （なし）                                                         | （なし）                                                  |
| 2014.10                | 2015.3    | （なし）                               | （なし）                                                         | （なし）                                                         | （なし）                               | （なし）                                              | FNNスーパーニュースWEEKEND サブキャスター                        | FNNスーパーニュースWEEKEND サブキャスター                 |
| 2015.4                 | 2016.9    | （なし）                               | （なし）                                                         | （なし）                                                         | （なし）                               | BSフジLIVE プライムニュース キャスター                | みんなのニュースWeekend サブキャスター                           | みんなのニュースWeekend サブキャスター                    |
| 2016.10                | 2017.6    | （なし）                               | （なし）                                                         | （なし）                                                         | （なし）                               | BSフジLIVE プライムニュース キャスター                | ユアタイム クイック&あすの天気 キャスター                        | スポーツLIFE HERO'S ニュースキャスター                    |
| 2017.7                 | 2017.9    | （なし）                               | ノンストップ! プレゼンター                                       | （なし）                                                         | （なし）                               | BSフジLIVE プライムニュース キャスター                | ユアタイム クイック&あすの天気 キャスター                        | スポーツLIFE HERO'S ニュースキャスター                    |
| 2017.10                | 2017.12   | （なし）                               | ノンストップ! プレゼンター                                       | （なし）                                                         | （なし）                               | THE NEWS α メーンキャスターTHE NEWS α Pick キャスター | THE NEWS α Pick キャスター                                       | スポーツLIFE HERO'S キャスター THE NEWS α Pick キャスター |
| 2018.1                 | 2018.3    | （なし）                               | ノンストップ! プレゼンター                                       | （なし）                                                         | BSフジLIVE プライムニュース キャスター | THE NEWS α メーンキャスターTHE NEWS α Pick キャスター | THE NEWS α Pick キャスター                                       | スポーツLIFE HERO'S キャスター THE NEWS α Pick キャスター |
| 2018.4                 | 2018.6    | （なし）                               | ノンストップ! プレゼンター                                       | （なし）                                                         | （なし）                               | FNNプライムニュース α メーンキャスター                | S-PARK ニュースキャスター                                        | S-PARK ニュースキャスター                                 |
| 2018.7                 | 2018.9    | （なし）                               | ノンストップ! プレゼンター                                       | （なし）                                                         | （なし）                               | FNNプライムニュース α メーンキャスター                | （なし）                                                         | （なし）                                                  |
| 2018.10                | 2020.10   | （産休・育休のため休養）               | （産休・育休のため休養）                                         | （産休・育休のため休養）                                         | （産休・育休のため休養）               | （産休・育休のため休養）                              | （産休・育休のため休養）                                         | （産休・育休のため休養）                                  |
| 2020.11                | 2021.3    | （なし）                               | （なし）                                                         | （なし）                                                         | （なし）                               | （なし）                                              | めざましどようび ニュースキャスターFNN Live News days キャスター | （なし）                                                  |
| 2021.4                 | 2022.12   | （なし）                               | （なし）                                                         | （なし）                                                         | めざまし8 ナレーション                 | めざまし8 ナレーション                                | めざましどようび ニュースキャスターFNN Live News days キャスター | （なし）                                                  |
| 2023.1                 | 2023.6.18 | （なし）                               | ノンストップ! ナレーション                                       | （なし）                                                         | （なし）                               | めざまし8 ナレーション                                | めざましどようび ニュースキャスターFNN Live News days キャスター | （なし）                                                  |
| 2023.6.19              | 2025.3    | （なし）                               | ノンストップ! ナレーション                                       | ノンストップ! プレゼンター1                                      | （なし）                               | めざまし8 ナレーション                                | めざましどようび ニュースキャスターFNN Live News days キャスター | （なし）                                                  |
| 2025.4                 | 現在      | サン!シャイン 情報キャスター           | ノンストップ! ナレーション                                       | ノンストップ! プレゼンター1                                      | サン!シャイン 情報キャスター           | （なし）                                              | （なし）                                                         | （なし）                                                  |
| 備考 - 1宮澤智の後任。 |           |                                        |                                                                  |                                                                  |                                        |                                                       |                                                                  |                                                           |

### その他
- はねるのトびら（2009年6月24日、8月12日『未公開SP』、9月2日、9月9日、2010年1月26日）
  - 実録スケバン物語 虻川先輩の呼び出し（前述）（2009年6月24日）
  - FNS緊急合同企画 はねトび総選挙 山本博選対事務所レポーター（2009年9月2日、9月9日）
  - 新春かくしてた芸大会 司会進行役（2010年1月26日）
- L!VE MAJOR LEAGUE BASEBALL（2009年7月12日、2010年7月15日）
- FNNスピーク（2009年7月24日、9月22日、2010年4月29日）
  - お台場合衆国オダイバ州フジテレビランド「球体展望室はちたま」内限定展示レオナルド・ダ・ヴィンチラロッカの聖母レポート（2009年7月24日）
  - 常陸太田市のソバ畑から『常陸秋そば』レポート（2009年9月22日）
  - お台場グルメパークからレポート（2010年4月29日）
- スパイスTV どーも☆キニナル!（2009年7月20日、7月21日、7月27日 - 8月5日、8月12日、9月9日）
  - お台場合衆国オダイバ州[注釈 3]レポート（2009年7月20・21・27・28日、8月4日・5日）
  - 生野陽子休暇代理総合司会（2009年7月29日 - 7月31日）
  - 新宿プリンスホテルレストラントリアノンで、ソフト麺初体験、クジラ串カツも食レポート。（2009年8月12日）
  - 丸の内ブリックスクエア[21]でエソレ・メゾンデュブールやカカオ サンパカのスイーツを試食（2009年9月9日）
- 番組ガイド（フジテレビワンツーネクスト、2009年8月1日 - 8月31日、10月12日）ナレーター
- 絶景日本の健康歩き〜ウオーキングプラス〜（2009年8月2日）
- キャンパスナイトフジ（2009年8月21日）-「オレ何系!?」で同期入社の福井慶仁の応援ヒンター。
- めざましテレビ（2009年9月7日 - 9月9日、2010年9月10日、12月2・3日）
  - お天気キャスター（2009年9月7日 - 9月9日）長野美郷の代行
  - 情報キャスター（ニュース）（2010年9月10日）生野陽子の代行（2010年12月2・3日、2011年8月18・19日）加藤綾子の代行
- とんねるずのみなさんのおかげでした（2009年9月17日、2010年2月25日）
  - 「木梨憲武のQQQの休日」バラエティ番組のロケーション撮影デビューの為、見張り番高橋真麻が同行。ロケ当時ゴルフ初体験だった事もあり、江戸川区のロッテ葛西ゴルフ[22]で木梨からマンツーマンでゴルフクラブの打ち方を習った。（2009年9月17日）
  - 「トークダービー新人戦SP」司会（2010年2月25日）
- アイドリング!!!（フジテレビワンツーネクスト、2009年9月23日、2009年12月8日、2010年2月12日）
  - ゲスト整理係（2009年9月23日）
  - 「もしもアイドリング!!!を恋人にするなら」の現場リポーター（2009年12月8日、2010年2月12日）
- クイズ!ヘキサゴンII超爆笑クイズパレード!!クイズだけじゃないよ3時間SP『ドッキリアワード』（2009年10月14日）仕掛け人側：里田まい＆矢口真里ドッキリ偽番組司会
- めちゃ×2イケてるッ!
  - 幸子の寝室ゲスト出演（2009年10月24日）
  - 「お笑い芸人歌がへたな王座決定戦スペシャル」（2010年6月12日、2011年1月8日、2011年6月4日）
- VS嵐（2009年12月17日）スポーツアナチーム
- ミオパン（2009年10月12日 - 2010年3月18日、2010年4月11日（30分スペシャル））
- なんで推理SHOW ハテナの出口（2010年1月2日、5月8日、6月19日、9月4日）
- GAModels（2010年4月 - 2010年9月）ナレーション
- フジ算（2010年4月12日 - 9月22日）
- もしもツアーズ（2010年6月19日、2011年4月2日）ツアーガイド
- バナナマンのブログ刑事（2010年7月13日）フジテレビと同じFNN系列である東海テレビの番組であるが、ゲスト出演。
- 知りたがり!（2010年7月21日）お台場合衆国フジテレビランド1F広場 アナ★バン!ブースの「ピタパン」リポート
- めざましどようび（2010年8月21日、2010年9月11日）情報キャスター加藤綾子の代行、めざましどようびメガにも出演（2010年9月11日は、加藤綾子がメインキャスター杉崎美香の代理を務めたため、加藤担当コーナーを代行）
- みんなのKEIBA（2010年10月10日、2011年9月11日、2013年6月16日、2014年6月29日）
  - 「みんなの予想屋」コーナー進行（2010年10月10日、2011年9月11日）
  - 司会者（2013年6月16日[注釈 4]、2014年6月29日[注釈 5]）
- 森田一義アワー 笑っていいとも!（2010年11月2日、11月30日、2011年1月6日、3月1日、3月30日）テレフォンアナウンサー
- 金曜日のキセキ（2011年1月14日）鑑定を受ける
- BSフジNEWS（2009年8月25日 - 2012年3月21日）
  - 月曜9時 - 12時担当、2010年4月- 2011年3月
  - 金曜9時 - 12時担当、2011年4月- 2011年9月
  - 水曜17時 - 21時担当、2011年10月 - 2012年3月
- すぽると!
  - 2009年12月25日-28日、2010年1月4日、1月5日、2011年1月5日、6日は本番組の年末年始版であるすぽると!プラスを担当
- ホメられてノビるくん
  - 恋のトラウマ診断室 ナース（2010年10月25日 - 2011年2月22日、不定期コーナー出演）
  - アシスタント担当（2011年4月11日 - 2011年9月19日）
- 天使の美容室〜髪が乾くまで…〜（2011年4月11日 - 2011年9月18日）MC
  - 天使の美容室in韓国～女性ホルモンどんどん出してキレイになるゾSP！～（2011年9月18日）
- 荻原次晴のスポーツブレイク（フジテレビONE、2012年1月18日）アシスタント代行
- フジアナスタジオ まる生（フジテレビONE、2009年5月30日、2009年7月25日、8月1日、8月8日「フジアナスタジオまる生2009夏だ!祭りだ!お台場だ!暑中お見舞い3時間スペシャル」、8月29日、10月10日）- 5月30日や8月8日は中継出演、7月25日と8月29日以降はMC、10月10日は『女子アナ3分間砂時計トーク』コーナーVTR出演。
- アナ★バン!（2009年7月5日、9月13日 以降不定期）
- 男おばさん 燃えろ!デジタル部（2009年8月15日 、9月6日、12月6日、2010年6月6日）
- 日本女子工務店（2010年4月5日、2010年10月6日、12月11日）
- ニュースJAPAN（2011年10月5日 - 2012年3月21日、ナレーション）
  - 2013年8月5日 - 7日は大島由香里アナが夏休みの代役で担当。
- ペケ×ポン（2011年10月21日- ）進行担当
- 奥の深道〜同類くんの旅〜（2012年7月27日 - 8月24日）司会進行
- 新・週刊フジテレビ批評（2011年3月26日 - 2012年9月29日）ニュース担当
- ノンストップ!
  - ESSEのテレビコマーシャルにも出演。
- プロ野球ニュース（フジテレビONE フジテレビTWO/2012年4月8日 - 2017年7月10日）
- ダイヤモンドグローブ（フジテレビNEXT/月1回、2010年4月 - 2013年8月12日）
- 世界HOTジャーナル（2014年11月15日 - 2015年3月28日）
- うまズキッ!（2013年1月5日 - 2016年12月24日）
- あしたのコンパス（ホウドウキョク、2015年4月2日 - 2017年3月30日、木曜パートナー）
- TOKIOカケル（「今女子常識コロッセオ」ナレーション）
- スワローズキッズアカデミー（ナレーション）
- プライムオンラインTODAY（2021年1月14日・15日、BSフジ） - 宮澤智の代行
- Live News イット!Weekend（2022年8月20日・21日・11月19日・2024年1月6日・7日・8月24日・25日・2025年3月8日） - 生野陽子・小室瑛莉子の代行
- ポップUP!（2022年9月13日・14日・11月17日・12月1日） - 山﨑夕貴・鈴木唯・小室瑛莉子の代行
  - コーナーレギュラー（金曜日）（2022年7月 - 2022年12月）
- ライオンのグータッチ 解説放送（2021年11月13日 - 2022年3月末）
- Live News イット!
  - 遠藤玲子の代行 - （2023年3月15日・16日）
  - 宮司愛海の代行を梅津弥英子・遠藤玲子が担当した時の代行 - （2023年9月25日 - 27日）
- ぽかぽか（2023年6月22日・7月20日 - 8月10日・8月24日 - 10月19日） - 渡邊渚の代行
- ディノスTHEストア（2021年10月11日 - ）
- サン!シャイン（2025年7月18日） - 松﨑涼佳の代行

### 特別番組
- FNS27時間テレビ
  - FNSの日26時間テレビ2010 超笑顔パレード絆/爆笑 お台場合宿!（2010年7月24日 - 25日）インフォメーション担当
  - FNS27時間テレビ めちゃ²デジッてるッ! 笑顔になれなきゃテレビじゃないじゃ〜ん!!（2011年7月23日 - 24日）めちゃデジ・スマイルズ
- 世界体操選手権2009（2009年10月18日）スタジオサブMC
- 女子アナスペシャル（2010年1月12日、7月13日、2011年1月13日、2012年1月23日）
- 愛するアイス（2012年12月21日、2013年2月4日）
- プロゴルファーTV（フジテレビONE／月1回、2011年7月 - ）
- ゴルフ中継（2010年9月2日 - ）リポーター
  - 日医工女子オープンゴルフトーナメント
  - NEC軽井沢72ゴルフトーナメント
  - フジサンケイレディスクラシック
  - フジサンケイクラシック
- フィギュアスケート中継（2010年12月24日 - ）リポーター
  - 全日本フィギュアスケート選手権
  - 四大陸フィギュアスケート選手権
  - 世界フィギュアスケート選手権
- カスペ!･お笑い芸人歌がうまい王座決定戦スペシャル（2011年8月23日 - ）司会
- EXCITING TIME（2013年4月16日 - ）リポーター

### テレビドラマ
- 新春スペシャルドラマ「サザエさん3」（2011年1月2日） - 巫女役で生野陽子、加藤綾子と共に出演
- 海の上の診療所（2013年12月2日） - 女性秘書で出演
- 失恋ショコラティエ（2014年1月13日） - パリの老舗チョコレート専門店「ラトゥリエ・ド・ボネール」を取材するリポーター役で出演
- ミステリと言う勿れ#11（2022年3月21日） - フィールドキャスター（アナウンサー）役
- 脚本芸人（2022年6月22日 - 24日） - 本田燈子 役
- ビリオン×スクール 最終話（2024年9月13日、フジテレビ）

### フジテレビ以外のテレビ出演
- A-Studio+（2022年4月29日、TBS） - 夫の陣内智則のゲスト回で写真での出演。司会の笑福亭鶴瓶と会い陣内とのエピソードを話した。

### インターネット配信番組
- FLAG7（ホウドウキョク、2017年4月6日 - 2017年8月31日、木曜パートナー）

### フジポッド
- 今日のきょう!（2009年8月3日 - 8月7日）
- つか金フライデー（2009年8月28日『バウリンガル』with山中章子、9月4日『アイスクリームでの顔創作』with山中章子）フジテレビ On Demandでも配信

### ラジオ出演
- ホリデースペシャル フジテレビ秋もやっぱりミトカナイト〜ニッポンに今年一番の応援を!〜（ニッポン放送、2011年10月10日）パーソナリティ

## 同期入社
- 山中章子
- 福井慶仁
- 立本信吾